# Ash Green (Surrey)
Ash Green – wieś w Anglii, w hrabstwie Surrey. Leży 51 km na południowy zachód od centrum Londynu.